# Royal Harwood Frost
Royal Harwood Frost (25 febrer de 1879 – 11 maig de 1950) va ser un astrònom estatunidenc, nascut a Salem, Massachusetts, fill de Albinus Finney Frost i Emma Jane Richardson, el quart fill d'una familia de deu.
Es va casar amb Caroline Eliza Mayhew, amb qui va tenir tres filles (Caroline, Martha Richardson i Barbara) i dos fills (Royal Harwood Jr. i William Mayhew).
Frost va ser assistent astronòmic en el Harvard College Observatory de 1896 a 1908, sota la direcció d'Edward Charles Pickering. De 1902 a 1905 va treballar a l'estació d'Arequipa a Perú utilitzant el refractor fotogràfic Bruce de 24 polzades, construït per Alvan Clark & Sons. i completat el 1893. Les seves observacions de les nebuloses (seguint DeLisle Stewart) fetes amb plaques de quatre hores es van publicar a Harv. Ann. 60, 179 (1908). Va descobrir 454 objectes nous, inclosos en l'IC II ("Catàleg de segon índex de les nebuloses trobades als anys 1895 a 1907, amb notes i correccions al nou catàleg general i al catàleg d'índexs de 1888 a 1894", Mem. Roy. Astron. Soc., Vol. 59, Part 2, p. 105, 1908). En traslladar el telescopi Bruce a l'Observatori Boyden a Bloemfontein, Sud-àfrica, el 1926, Harvard li va oferir un treball, però el va rebutjar. Al seu lloc, va començar una granja de productes làctics a Tingo, Perú.
Més tard va tornar a Ft.Worth, Texas, per treballar de comptable per a una empresa petroliera. Posteriorment es va traslladar a Shreveport, Louisiana, on està enterrat.

## Asteriodes descoberts
Frost va descobrir un únic asteroide: (505) Cava el 21 d'agost de 1902.